# Лука Р. Крстић
Лука Р. Крстић (Доњи Дејан, код Власотинца, 11. новембар 1941) професор је српског језика, пише поезију, књижевне огледе и критике.

## Биографија
Лука Р. Крстић завршио је Учитељску школу у Пироту 1961. године, а 1965. дипломирао је на Филозофском факултету у Скопљу, на групи Југословенска књижевност и српскохрватски језик. На истом факултету је магистрирао 1986. године. 
У листовима и књижевним часописима објављивао је поезију, књижевне огледе и критике, а посебно интересовање било је за књижевно стваралаштво завичајних аутора.
Од 1965. до 2000. године био је професор власотиначке Гимназије, а од 2000. до 2009. године радио је као професор Високе школе струковних студија за васпитаче у Пироту.
Рад у образовању никада није прекидао, а паралелно, волонтерски, обављао је бројне друштвене функције у Власотинцу. Тако, био је: помоћник генералног директора Образовног центра; потпредседник Скупштине општине Власотинце; директор Културног центра; кратко време уредник листа Власина; директор Дирекције Винског бала; председник Књижевног клуба Росуља; главни и одговорни уредник локалне ТВ Росуља.

## Књижевно стваралаштво
- Године маслачка, песме, Информативни лист Власина, Власотинце, 2002
- Песничка сазвежђа над Власином-критике, огледи, прикази, Народна библиотека Десанка Максимовић, Власотинце, 2011
- Кад липе замиришу, песме, Народна библиотека Десанка Максимовић, Власотинце, 2011
- Власотинце, Културни центар, Власотинце, 1996

### Заступљен у публикацијама
- Росуљци, поезија власотиначких песника, Књижевни клуб Росуља, Власотинце, 1992
- Освит, Лесковац, 13-14, 1996
- Власотиначки небосклони, Основна школа 8. октовар, Културни центар, Власотинце, 1997
- Крилате руке љубави, избор из љубавног поетског стваралаштва просветних радника, Просветни преглед, Београд, 2004

### Аутор чланака
- Небиднина Аце Шопова, Наше стварање, Лесковац, 3-4, 1988
- Интимна лирика на релацији-традиционално и модерно у послератној српској поезији, Наше стварење, Лесковац, 1-2, 1991
- Значај игре у психофизичком животу деце предшколског узраста, са посебним освртом на језичке игре и развој говора, Власина, 95-96, 2001 m
- Симболичка игра и вербална комуникација, Лесковачки дневник, 3, 2001
- Интеракција као облик и метод у раду на развоју говора у предшколској установи-огледи и искуства, Виша школа за образовање васпитача, Пирот, 9, 2003
- Стваралаштво и креативност младих на делу, Зборник радова, Фондација даровитих, Власотинце,2006
- Власотиначка песничка панорама на размеђу два миленијума, Власотиначки зборник, 3, 2009[3]